# A-009 missione Hong Kong
A-009 missione Hong Kong è un film del 1965 diretto da Ernst Hofbauer.

## Trama
Un gruppo di malviventi, con base ad Hong Kong, cerca di passare alla Cina comunista ingenti quantitativi di materiale nucleare. La CIA sospettando il traffico illegale invia l'agente Scott (denominato in codice A-009) e la bella Carol sul posto. Nonostante altri agenti della CIA siano già stati assassinati, i due agenti avranno la meglio e riusciranno a mettere fine al traffico.

## Produzione
Il soggetto è tratto dal romanzo La riva delle tre giunche di Georges Godefroy.
Si tratta di una coproduzione italo-tedesca, con partecipazione minoritaria per l'Italia.

## Censura
Nell'edizione italiana vennero eliminate: la sequenza del rovesciamento dell'auto col primo piano dell'uomo sotto la macchina con il viso insanguinato e tagliati dei fotogrammi della sequenza in cui il capo della banda afferra la ragazza facendole sbattere più volte la testa contro la parete.